# Nils Lilja

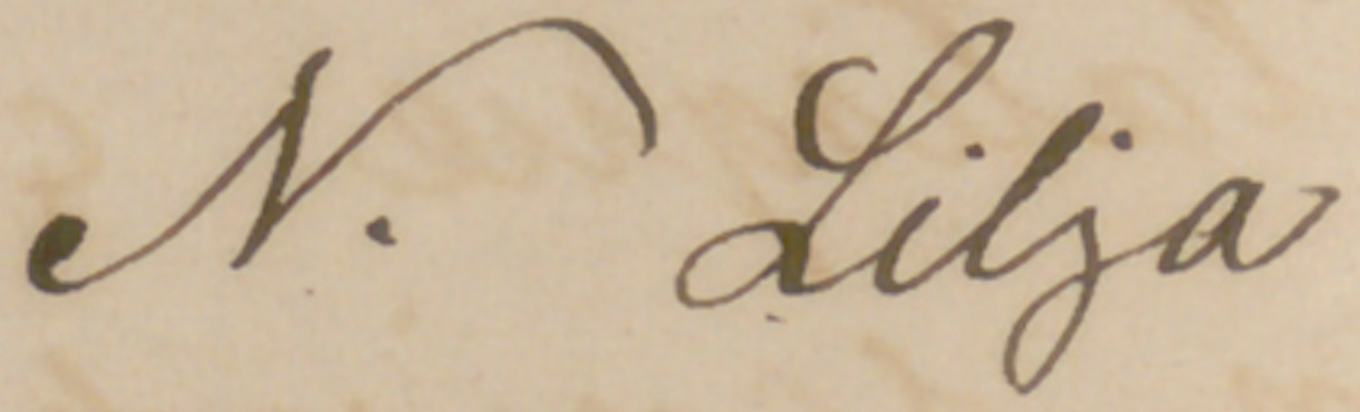
Nils Liljas namnteckning år 1865.

Nils Lilja, född 17 oktober 1808 i Röstånga församling, död 19 december 1870 i Lunds domkyrkoförsamling, var en svensk botanist, diktare, skriftställare, tidningsutgivare och klockare. 1865 utnämndes han till hedersdoktor av filosofiska institutionen vid universitetet i Göttingen.

## Biografi

### Uppväxt
Lilja föddes som son till jordbrukaren Hans Nilsson Lilja (1785-1856) och hans hustru Bengta Persdotter (1783-1852). Fadern var även skomakare, murare och timmerman och hade ett stort naturintresse som han bland annat omsatte i naturläkekonst.

### Skolgång
År 1824 började Lilja sina studier vid Malmö Lärdoms- och apologistskola. M. E. Areskoug, som var elev under samma samma tid som Lilja, beskrev honom som "en ovanligt skicklig botanist" och att han även gjort sig omtyckt som skald.
År 1829 stod Lilja inskriven som student vid universitetet i Lund, där han tillhörde Skånska nationen. Han avsikt var att studera till präst, och läste därför inledningsvis teologi, och fick även privatlektioner av Peter Wieselgren. Wieselgren uppmanade Lilja att disputera, men på grund av behovet att försörja sig valde Lilja att arbeta hos befallningsman Kinberg i Sonnarp. Härifrån skrev han till Wieselgren och förklarade att han hade planer på att följa dennes goda råd, men att poesin alltmer tog överhanden över latinstudierna.
Höstterminen 1830 avlade Lilja examen inför den teologiska fakulteten. Denna examen var obligatorisk och blev den enda som han avlade vid universitetet. De följande åren kantades av svag privatekonomi och sjukdom. År 1832 vårdades han på sjukhus för en ögonsjukdom, men genom stöd från bland andra Carl Georg Brunius och Sven Nilsson fick Lilja flera mindre stipendier, bland andra det Faltzburgska stipendiet. Då jan återvände till studierna var dessa inte längre inriktade på prästyrket, utan istället läste han ämnen som botanik, geologi, kemi, vitterhet, stadskunskap och filosofi. År 1843 noterades det att "klockarelägenhet ägdes", vilket innebar att han lämnat universitetsstudierna.

### Karriär
I början av 1840-talet sökte och fick Lilja tjänst som klockare i Billinge församling. Vid sidan av klockartjänsten bedrev han en plantskola på klockarebostället. Han gav också ut "Tidning för trädgårdsskötsel och allmän wextkultur", vilken utkom åren 1840–42 och sedan 1845. Han anordnade fester på gården, som till exempel kunde kallas "Skogsparti och Wauxhall med blomsterexposition, ekläring, fyrverkeri och bal hos N Lilja i Billinge". Liljas fester uppskattas av folket i byn, och dessa kunde till och med bli omskrivna i tidningar. Men trots allt förblev Lilja missnöjd med tjänsten som klockare, och i perioder av varierande längd såg han till att ordna en ersättare i sitt ställe, då han själv vistades på annan ort.
Efter att ha fått fyra års tjänstledighet beviljad Lilja flyttade till Malmö och engagerade sig där som skribent för olika tidningar, bland annat vid Malmö Tiding åren 1852–1853 och vid Malmö Allehanda 1854-1855. I oktober 1853 blev Nils Lilja engagerad av Johan Damm som skribent i dennes dagstidning Malmö nya Handels- och Sjöfartstidning. Förutom tidningsskrivande höll han även föredrag för allmänheten, inte bara botaniska fördrag, utan om många olika ämnen. 
| ”                                       | Liljas fantasi hade fått fritt spelrum, han synes vilja avhandla det mesta mellan himmel och jord. Hans tilltro till sin egen förmåga var utan gräns och hans tro på allmänhetens intresse för vetande och upplysning var övermåttan stor. | „ |
| – Axel Törje, Nils Lilja. 2008. sid. 28 | |   |

Lilja återvände till sin tjänst i Billinge på påskdagen 1855. Han fortsatte dock att skicka insändare till olika tidningar, framförallt Öresundsposten. De föredrag Lilja hade hållit i under sin vistelse i Malmö lade grunden för hans nästa utgivning, och 1858 kunde första utgåvan av Menniskan lämnas in till förlaget Albert Bonniers. Denna bok, som trycktes i flera utgåvor, var den som gav honom störst framgång som författare.

### Avsked som klockare
År 1861 drogs Lilja in i en dispyt i församlingen. Då den dåvarande kyrkoherden avled, tillträdde nådeårspredikanten Olof Andrén. Han berömde den vackra naturen i Billinge, men underkände det sedliga livet på orten. Efter ett hårt arbete lyckades han vända trenden, men Liljas frispråkiga sinne krockade med Andréns ambitioner. Vid den här tiden hade Lilja ett förhållande med Cecilia Persdotter, utan att de var gifta med varandra. Andrén ansåg detta vara djupt osedligt, och när han uppsökte Persdotter medgav hon att hon och Lilja hade en relation. Lilja förnekade inte detta, utan förklarade "att mans och kvinnas naturliga rättigheter stod före och över de frihetsinskränkande och trångsinnade synpunkter som kristendomen lade härpå." Situationen blev till slut så spänd att Lilja på hösten 1861 ansökte om ett halvårs tjänstledighet, med sjukdom som skäl. Ansökan ledde dock till en diskussion, som slutade med att Lilja beviljades tjänstledighet livet ut. I församlingen ställdes krav på Liljas avsked vid en kyrkostämma 3 maj 1863. Lilja påpekade att stämman inte hade laga rätt att godkänna tjänstledighet i mer än sex månader, varpå stämman istället valde att  avskeda honom. Domen i maj 1863 lydde:
| ”                                       | Då klockare Lilja enskilt af pastor och äfven af pastor i närvaro af Billinge kyrkas föreståndare blifvit allvarsamt och beskedligt förmanad, utan att han dock sig rättas låtit; då vidare viktiga grunder, hämtade från allmännelig kännedom om Lilja inom församlingarne blifvit anförda för Liljas afsättning: så och med stöd af kyrkolagens 24 cap 33 § förklara hr Nils Lilja ifrån klockaresysslan i Billinge och Röstånga församlingar afsatt. | „ |
| – Axel Törje, Nils Lilja. 2008. sid. 35 | |   |

Lilja, som då uppehöll sig i Helsingborg, överklagade omgående till Domkapitlet. Han anklagade Andrén för att skapa sektliknande förhållanden i församlingen och att han utövade förföljelse mot Lilja. De anklagelser som hade framförts på kyrkostämman vid Liljas avsked, hade förvrängts av Andrén och stämde inte alls överens med verkligheten. Redan tidigare hade de båda kommit överens om bland annat att Liljas relation med Cecilia Persdotter inte skulle bli offentlig inför hela församlingen. I oktober 1863 beslöt Domkapitlet att stämmobeslutet angående Liljas uppsägning skulle upphävas. Några församlingsbor överklagade detta beslut till Kunglig Majestät, men detta avslogs. Till nyåret 1865 skrev Lilja några verser i Öresunds Posten tillägnade kungen som för tack för hjälpen. Vid tillfället för Domkapitlets beslut om att upphäva Liljas uppsägning, hade Andrén redan lämnat Billinge för en utnämning till kyrkoherde i Asarum.

### De sista åren
Liljas sista tio år i livet skulle också komma att bli hans allra mest produktiva. År 1866 var han sysselsatt på Malmö Handels- och Sjöfarts-tidning. Många av de artiklar han skrev behandlade religiösa ämnen, och under 1860-talet gav Lilja ut några av sina mest betydande religiösa texter, bland andra Kristendomen (1860), Kristna läran och prestläran (1862), och Den fria församlingens kateches (1869). Det sistnämnda verket har underrubriken Försök till en unitarisk-parkersk bekännelseskrift, baserades på Theodore Parkers ord och var ett försök till ett grundande av en unitarisk församling i Sverige.
Hans allmäntillstånd blev allteftersom sämre, och på grund av otillräcklig inkomst uppmanades det till flera insamlingar för att bistå Lilja och hans familj i den svåra tiden. På hösten 1870 lades han in på lasarettet i Lund. Den 19 december samma år avled Lilja 62 år gammal, i sviterna av lunginflammation.

## Bibliografi

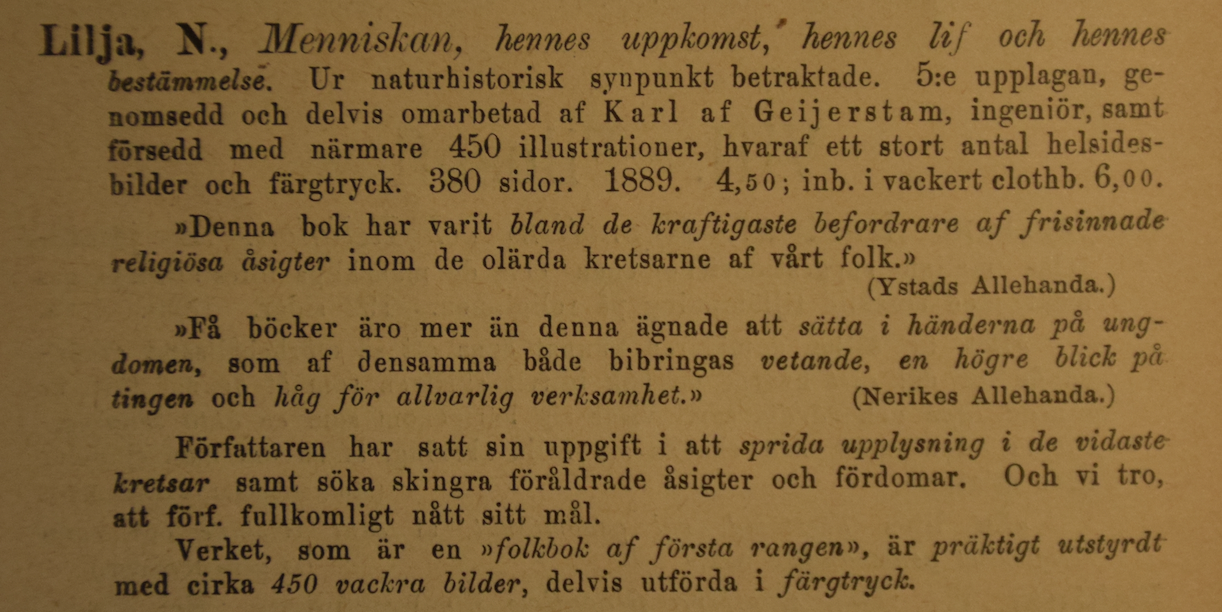
Detaljbild ur Bonniers förlagskatalog som beskriver de utgivningar som gjorts av "Menniskan" och presenterar några av de positiva omdömen boken fått.

### Privatliv
Nils Lilja gifte sig första gången 30 december 1835 med Maria Catharina Eek (1808–1854), andra gången 22 januari 1855 med Gustafva Maria Björnberg (1821–1857) och tredje gången 18 september 1858 med Helena Maria Neuman (1833–1914). I första giftet föddes fem barn, i andra giftet sex barn och i tredje giftet fyra barn.

## Arv
I Thord Heinonen Silverbarks artikel Den naturliga skapelsen; Tidig svensk darwinism och religiös liberalism (2012) placerar författaren Lilja i sällskap med Carl Simon Warburg och Victor Rydberg, som behandlar hur Darwinismens inträde i Sverige påverkade relationen mellan vetenskap och religion. I artikeln påpekas Liljas ofta radikala hållning i frågor, och hänvisar bland annat till att han var en av få som försvarade Carl Jonas Love Almquist efter dennes landsflykt. Heinonen Silverbark påpekar att hur Lilja beskrev människans utveckling i sitt verk Menniskan inte var på något sätt påverkat av Darwins utvecklingsteori, då Lilja skrev sin redan innan Darwins publicerades, utan att de snarare flätades samman efterhand. Lilja ska även haft planer på att kommentera på Darwins presenterade teorier, men avled innan dess.
August Strindberg skriver i En blå bok att han under skoltiden läste Menniskan. I sin avhandling Den unge Strindberg skriver Allan Hagsten om Lilja och hans insats för spridningen av unitarismen i Sverige, och hur det kom att påverka Strindberg. Hagsten menar att det inte är osannolikt att hävda, att Lilja rentav tjänstgjorde som förebild åt karaktären Karl i Strindbergs drama Fritänkaren. Lilja beskrivs vidare som "sin tids främste popularisator av vetenskapens senaste landvinningar."

## Menniskan

Första upplagans omslagsbild.

Verket Menniskan; Hennes uppkomst, hennes lif och hennes bestämmelse. Ur naturhistorisk synpunkt betraktad. kan med sina fem svenska utgivningar (1858, 1859, 1861, 1868 och 1889) tituleras som Liljas mest uppskattade verk. Första upplagan är 309 sidor stor, och störst är fjärde upplagan på 454 sidor. Femte upplagan omarbetades delvis av Karl af Geijerstam och gavs alltså ut 19 år efter Liljas död. Detta verk trycktes och utgavs även på svenska för amerikasvenskar av Swedish Book Company i Chicago år 1896. I förordet till den amerikanska versionen framgår det att den är försedd med fler illustrationer och att den norsk-amerikanska journalisten R. S. N. Sartz översatt boken till det "dansk-norska språket".
Boken, som är indelad i 32 kapitel, berör ämnen som naturhistoria ("Jordklotets bildning", "Jordklotets utvecklingsperioder"), biologi ("Cellen och metamorfosläran", "Kroppsformen och djurklasserna", "Menniskan och urfolken"), samhällsrelaterade diskussioner ("Kvinnan och äktenskapet", Familjelifvet och samhällsbildningen"), politik och vetenskap ("Verldshandeln och kosmopolitismen", "Ångan och elektriciteten", "Industrien och kapitalet) och teologi och filosofi ("Gudaläran och prestlisten", "Det menskliga lidandet och lifvets poesi", "De saligas öar och blickar åt evigheten").